# Канкан (картина)
«Канкан» (фр. Le Chahut) — картина в стиле неоимпрессионизма французского художника Жоржа Сёра, написанная между 1889 и 1890 годами. Входит в коллекцию музея Крёллер-Мюллер в национальном парке Де-Хоге-Велюве близ поселения Оттерло в Нидерландах. Впервые картина была выставлена в 1890 году в Салоне Общества независимых художников в Париже, став предметом дискуссий искусствоведов и критиков-символистов. Представляющее кадриль в Мулен Руж полотно оказало влияние на фовистов, кубистов, футуристов и орфистов.

## Описание
«Канкан» написан Сёра в стиле пуантилизма, который подразумевает создание серии цветных точек, в сумме составляющих изображение. «Канкан» — яркий пример этой техники. В нём преобладает цветовая схема, тяготеющая к красному концу спектра и состоящая из землистых тонов — коричневых, тёплых серых и синих — которые чередуются как с основными цветами (в частности, красным и жёлтым), так и с восемнадцатью другими оттенками (Сёра создавал соответствующие смеси на палитре до нанесения на холст, причём любую из них мог также смешать с белым). Рамка по краю холста, более глубокого синего цвета, завершается пологой аркой у верхнего края.
Модуляции света и тени достигаются за счёт использования маленьких цветных точек, расположенных рядом друг с другом и различных как по интенсивности, так и по концентрации. Эти точки должны сливаться в глазах зрителя, чтобы создать впечатление смешанных цветов при взгляде с расстояния. В то время как импрессионисты сосредоточили своё внимание на гармонии цветов, основанной на схожих или связанных оттенках (лишь частично разделённых), гармония неоимпрессионистов была основана на контрастных оттенках, противопоставленных друг другу; в результате при рассмотрении полотна возникает вибрирующая «оптическая смесь» (фр. mélange optique).
Картина разделена на три основных пространства. Нижнюю левую часть занимают музыканты; один из них расположен в центре спиной к зрителю, со своим контрабасом, установленным слева. Справа вверху находится ряд танцоров: две женщины и двое мужчин с поднятыми ногами. Основное в их облике — изгибы и ритмичные повторы, создающие синтетическое ощущение движения. Фон состоит из декоративных осветительных приборов в стиле кабаре и нескольких зрителей, сидящих в первом ряду и не отрывающих глаз от представления. В правом нижнем углу другой клиент смотрит искоса, что свидетельствует о сексуальном желании или лукавом намерении; это архетип мужчины-вуайериста, часто изображаемый в журнальных иллюстрациях канкана середины XIX века.

## Сюжет

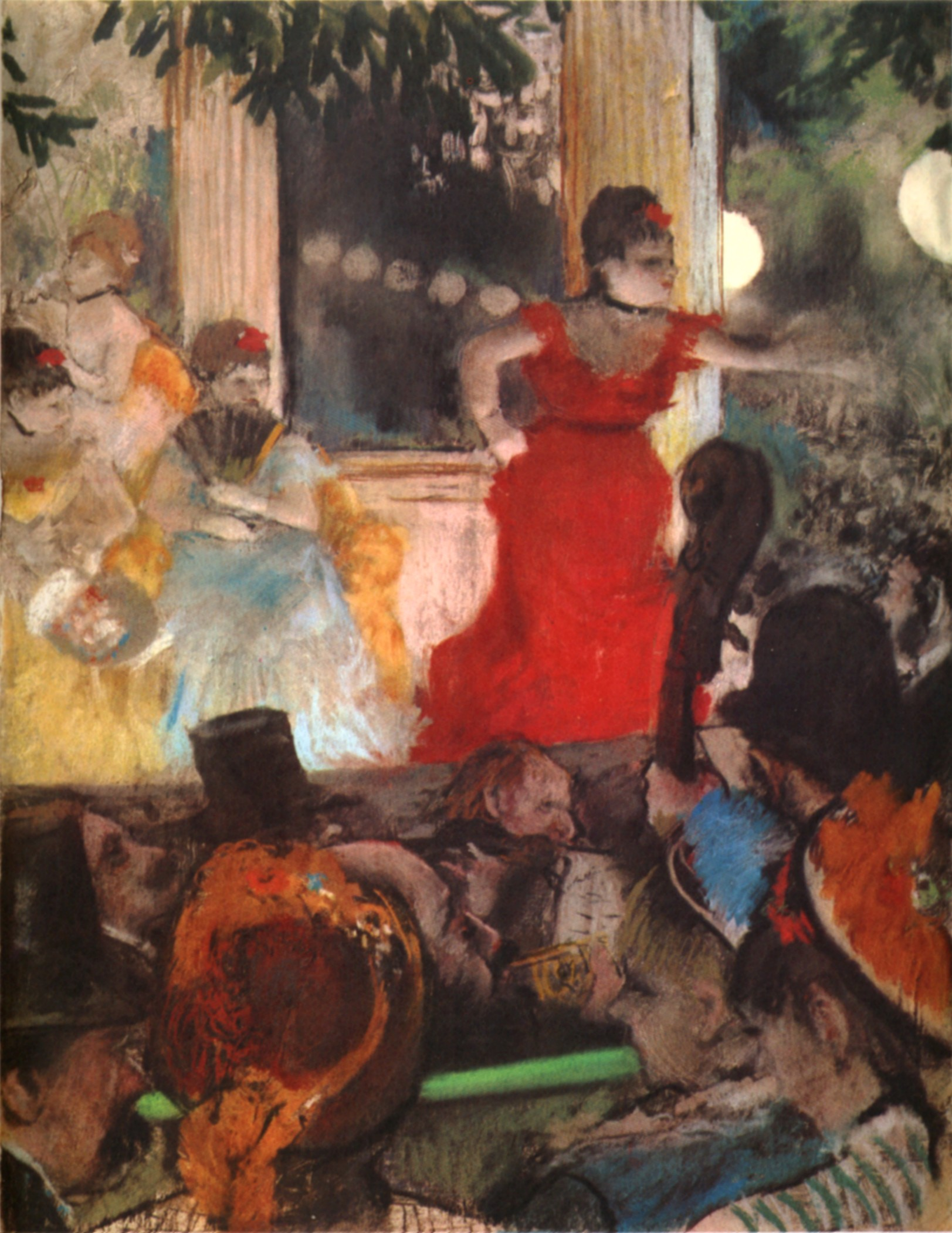
Эдгар Дега. Кафе-шантан в «Лез Амбассадёр». 1876—1877, Лионский музей изобразительных искусств

Канкан — провокационный, сексуально заряженный танец, который впервые появился в бальных залах Парижа около 1830 года. Стиль танца часто вызывал скандальную реакцию из-за высоких махов ногами и других движений рук и ног. К 1890-х годам сольное исполнение канкана в бальных залах сменилось групповыми выступлениями в таких местах, как Мулен Руж на Монмартре.
"По сравнению с «Кафе-шантан в „Лез Амбассадёр“» Дега, — пишет историк искусства Роберт Герберт, — работой, предваряющей творчество Сёра, — танцоры «Канкана» выстроены в соответствии с повторяющимся ритмом орнаментального искусства. Параллельно поверхности, а не уходящей в глубину спирали, они изгибаются и разворачиваются порывистым движением, которое буквально врывается в наше поле зрения. Действительно, с тех пор как были выставлены «Купальщики в Аньере» (шестью годами ранее, в 1884 году), Сёра постепенно уплощал свои основные композиции и увеличивал количество небольших акцентов, типичных для декоративного искусства, таких как зигзаги, резкие кривые, вспыхивающие лучи, повторяющиеся параллели и неотступные плоские зоны".
Сёра фокусируется на восходящем движении линий по всей картине («чрезвычайно сложная механика линий», по характеристике историка искусства Джона Ревалда), создавая иллюзию энергичной атмосферы танца и музыки. Карикатурные фигуры он изображает сдержанно и внушительно, однако с юмором и весельем. Антинатуралистический характер «Канкана» с его превосходством выразительности над изобразительностью и красноречивым использованием линий и цвета отражает влияние как Шарля Блана, так и Хумберта де Супервиля. Теория Хумберта де Супервиля вдохновила Блана на мысль о том, что линии (как и цвета) вызывают чувства. Направление линии меняет выражение лица и, следовательно, является признаком эмоции. Горизонтальные линии синонимичны спокойствию, ассоциируясь с равновесием, продолжительностью и мудростью, в то время как широкие линии олицетворяют веселье в силу их ассоциации с расширением, непостоянством и сладострастием. 
Сёра также использовал теории французского математика Шарля Анри об эмоциональном и символическом выражении линий и цветов, а также работы Мишеля Эжена Шеврёля и Огдена Руда о дополнительных цветах. Кроме того, на него оказали влияние японские гравюры и графические работы Жюля Шере. Хотя Сёра признавал, что Анри оказал влияние на его «эстетику», Супервиль и Блан им не упоминаются. И если в теории Сёра явно отдаёт долг своим предшественникам, на практике «Канкан» стоит особняком. Его формы не абстрактны, а только схематичны, и прекрасно распознаются как народная социальная среда, в которую погрузился Сёра после своего переезда на Монмартр в 1886 году; с сексуально провокационным сюжетом (обнажающиеся ноги и нижнее бельё), вдохновлённым пародийным танцем исполнителей с Монмартра, кафе-шантанами, театрами, бальными залами, мюзик-холлами, водевилями и модной ночной жизнью Парижа.
Жюль Кристоф, друг Сёра, взявший у него интервью для краткой биографии, опубликованной весной 1890 года, так описал «Канкан»:
«…конец вычурной кадрили на сцене кафе-концерта на Монмартре: зритель, наполовину фанфарон, наполовину сластолюбец в поисках объекта, словно принюхивающийся своим высоко поднятым носом; солист оркестра, изображённый со спины будто в жесте священнодействия; чьи-то руки на флейте; две молодые танцовщицы в вечерних платьях, с взлетающими юбками, воздетыми вверх стройными ногами, со смехом на приподнятых уголках губ, с вызывающими носиками — и их партнёры со змеящимися фалдами… Живописец этих деликатесов, Жорж Сёра, придаёт парижанкам из рабочих предместий почти священный облик жриц, совершающих обряды. Все его картины представляют собой не что иное, как восходящие линии над горизонталью, которые в системе Шарля Анри призваны выражать веселье — но выражают ли они его?»

## Критика
Картина выставлялась в Салоне Общества независимых художников в Париже с 20 марта по 27 апреля 1890 года, затмив другую крупную работу Сёра «Пудрящаяся женщина», которой критики в то время уделили мало внимания. «Канкан», более крупный и модернистский из этих двух полотен, широко обсуждался критиками-символистами, такими как Арсен Александр, Жюль Кристоф, Гюстав Кан, Жорж Леконт, Анри ван де Велде, Эмиль Верхарн и Теодор де Вайзева. Преобладали две темы: Монмартр как предмет изображения и воплощение теорий линейного выражения Шарля Анри. Картина не заслужила щедрых похвал, так как критики сочли её линейную композицию излишне схематичной. Однако ввиду антинатуралистических элементов полотна, его иератического формализма и ритуальных компонентов Сёра был отнесён к новаторам. 
Джон Ревалд пишет как о «Канкане», так и о «Цирке»:
«В фигурах на этих картинах преобладает однообразие или радость (в картинах Сёра нет печали), и они, конечно же, подчиняются строгим правилам, управляемым той игрой линий и цвета, законы которой Сёра изучал. В этих полотнах Сёра, не впадая ни в литературность, ни в живописность, реабилитировал сюжет, от которого отказались импрессионисты.»
Его работы — «образцовые экземпляры высокоразвитого декоративного искусства, которое жертвует сюжетом ради линии, частностями ради обобщений, мимолётным ради неизменного, и наделяет природу — утомлённую, наконец, своей сомнительной и ненадёжной реальностью — реальностью подлинной», — писал Феликс Фенеон.

## Влияние

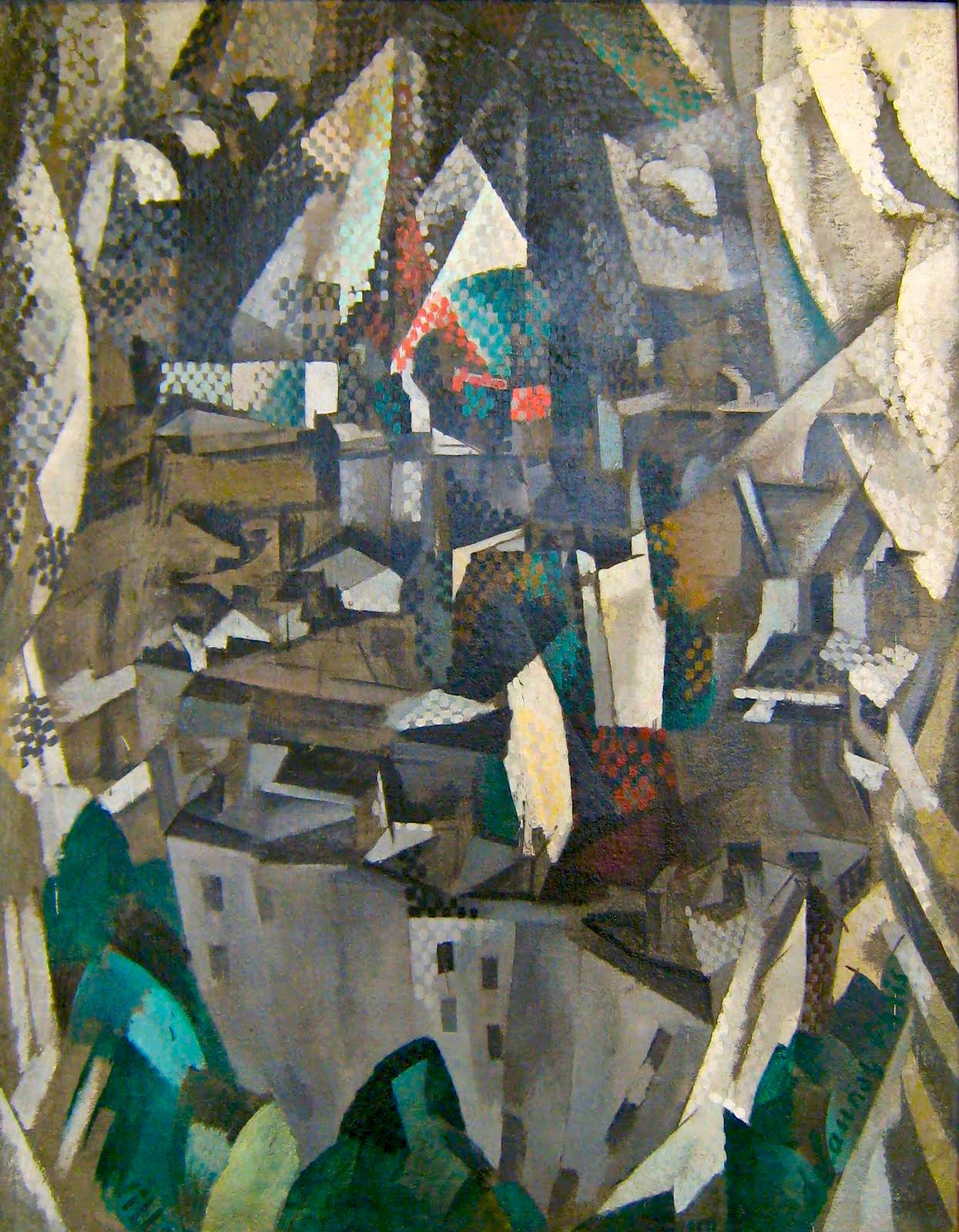
Робер Делоне. Город, № 2. 1910—1911

К 1904 году неоимпрессионизм претерпел значительные изменения, отойдя от природы, от подражания, в сторону выявления основных геометрических форм и гармоничных движений. Эти формы считались выше природы, потому что они содержали идею, представляющую господство художника над природой. «Гармония означает жертву», — писал Анри Эдмон Кросс, и большая часть раннего неоимпрессионизма была отброшена. Кросс, Поль Синьяк вместе с Анри Матиссом, Жаном Метценже, Робером Делоне, Андре Дереном (из молодого поколения) стали писать крупными мазками, которые никогда не смешивались в глазах наблюдателя. Чистые смелые цвета (красный, синий, жёлтый, зелёный и пурпурный) сверкали с их холстов, «делая их такими же свободными от пут природы», по словам Герберта, «как любая другая картина, создававшаяся в то время в Европе».
На экспрессионистскую фазу прото-кубизма (между 1908 и 1910 годами) оказали большое влияние работы Поля Сезанна, в то время как картины Сёра с их более плоскими, более линейными структурами привлекли внимание кубистов лишь с 1911 года. Сёра был основателем неоимпрессионизма, его наиболее рьяным новатором, и оказался одним из самых влиятельных в глазах зарождающегося авангарда, многие из представителей которого — Жан Метценже, Робер Делоне, Джино Северини и Пит Мондриан — прошли через фазу неоимпрессионизма, предшествовавшую их экспериментам в стиле фовизма, кубизма или футуризма.
"С появлением монохроматического кубизма в 1910—1911 годах, — пишет Герберт, — вопросы формы вытеснили цвет из сферы внимания художников, и для них Сёра стал более актуальным. В результате нескольких выставок его картины и рисунки стали легко доступны в Париже, а репродукции основных его произведений широко распространялись среди кубистов. Андре Сальмон назвал «Канкан» «одной из величайших икон новой веры». «Канкан» и «Цирк», по словам Гийома Аполлинера, «почти принадлежат синтетическому кубизму»".